# Леркаро, Джакомо
Джакомо Леркаро (итал. Giacomo Lercaro; 28 октября 1891, Квинто-аль-Маре, королевство Италия — 18 октября 1976, Болонья, Италия) — итальянский кардинал. Архиепископ Равенны с 31 января 1947 по 19 апреля 1952. Архиепископ Болоньи с 19 апреля 1952 по 12 февраля 1968. Кардинал-священник с 12 января 1953, с титулом церкви Санта-Мария-ин-Траспонтина с 15 января 1953.